# Universidade de Siena
A Universidade de Siena (Italiano:Università degli Studi Di Siena, abreviatura: UNISI), em Siena, Toscana é uma das mais antigas universidades públicas da Itália. Originalmente chamada de Studium Senese, a Universidade de Siena foi fundada em 1240. A universidade tem cerca de 20000 estudantes, cerca de metade da população de Siena. Hoje, a Universidade de Siena é mais conhecida por suas Escolas de Direito e Medicina.